# Stadio Universitario BUAP
Lo stadio Universitario BUAP (in spagnolo Estadio Universitario BUAP), è un impianto sportivo polifunzionale messicano situato a Puebla de Zaragoza, nell'omonimo stato. Inaugurato nel 1992, è di proprietà della Benemérita Universidad Autónoma de Puebla ed è il secondo stadio più grande dello stato alle spalle dello Stadio Cuauhtémoc. Ospita le gare casalinghe del Lobos BUAP.

## Storia
Inaugurato nel 1999, è diventato lo stadio casalingo del Lobos BUAP, squadra calcistica messicana militante in Ascenso MX nonché sezione calcistica dell'omonima università. Nel 2007 ha dovuto abbandonare lo stadio a causa del mancato rispetto di alcuni criteri richiesti dalla lega, spostandosi momentaneamente allo Stadio Cuauhtémoc e facendovi ritorno dopo tre anni e mezzo.
Nel 2017, con la promozione in Liga MX del club, divenne il più piccolo stadio della massima divisione messicana con poco più di 20 000 posti.
A partire dal 2020 è utilizzato anche dagli Artilleros Puebla, società di Football americano.